# مقاطعة بولك (كارولاينا الشمالية)
مقاطعة بولك (بالإنجليزية: Polk County)‏ هي إحدى مقاطعات ولاية كارولاينا الشمالية في الولايات المتحدة الأمريكية. مركز المقاطعة أو مقعدها هي مدينة كولومبوس. تأسست هذه المقاطعة سنة 1855.أصل هذه المقاطعة يأتي من: مقاطعة هينديرسون ومقاطعة روذرفورد.

## أعلام
- جون بي. إيرل